# Isola Alicudi

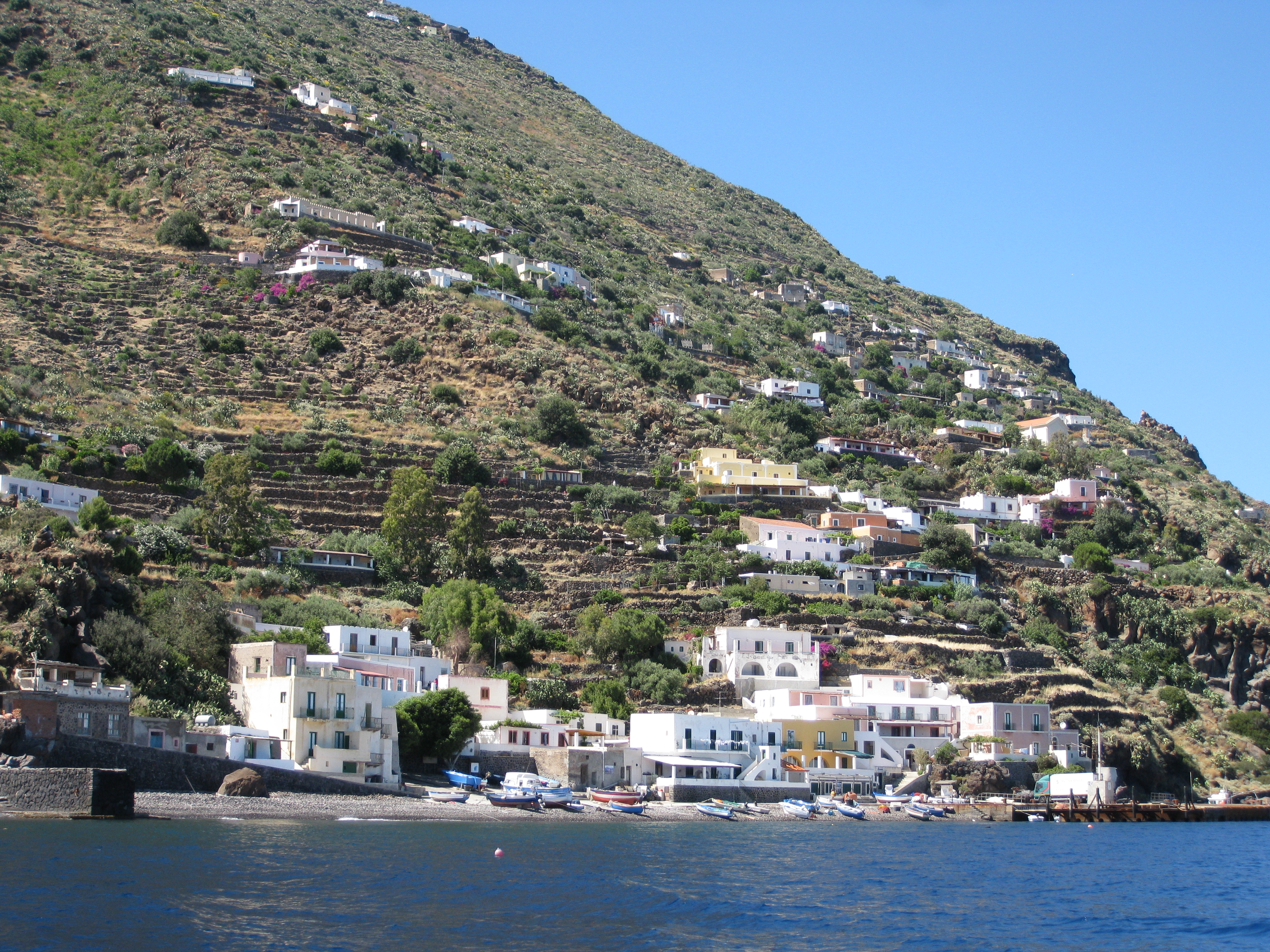
Il porto di Alicudi

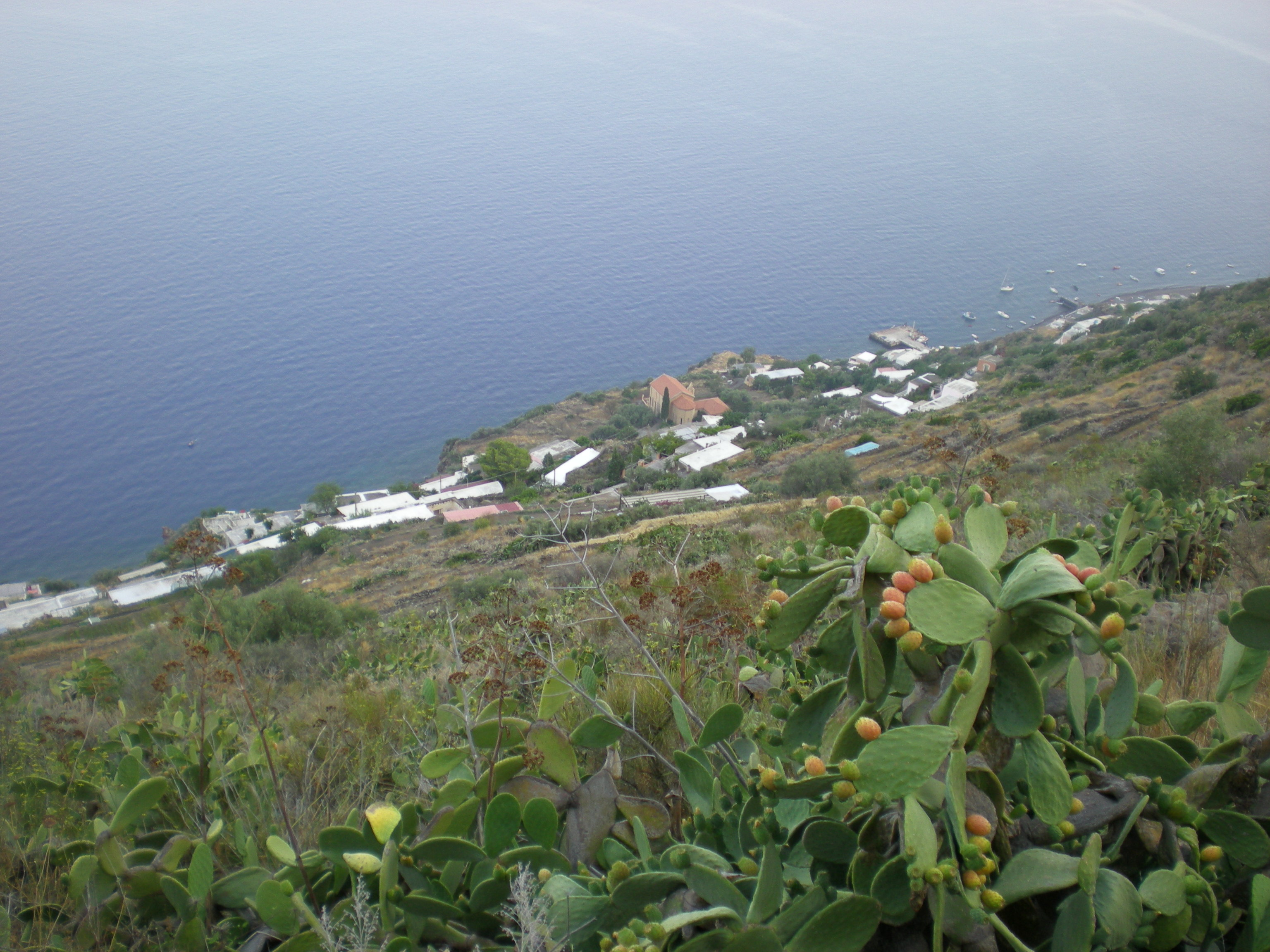
Alicudi dall'alto

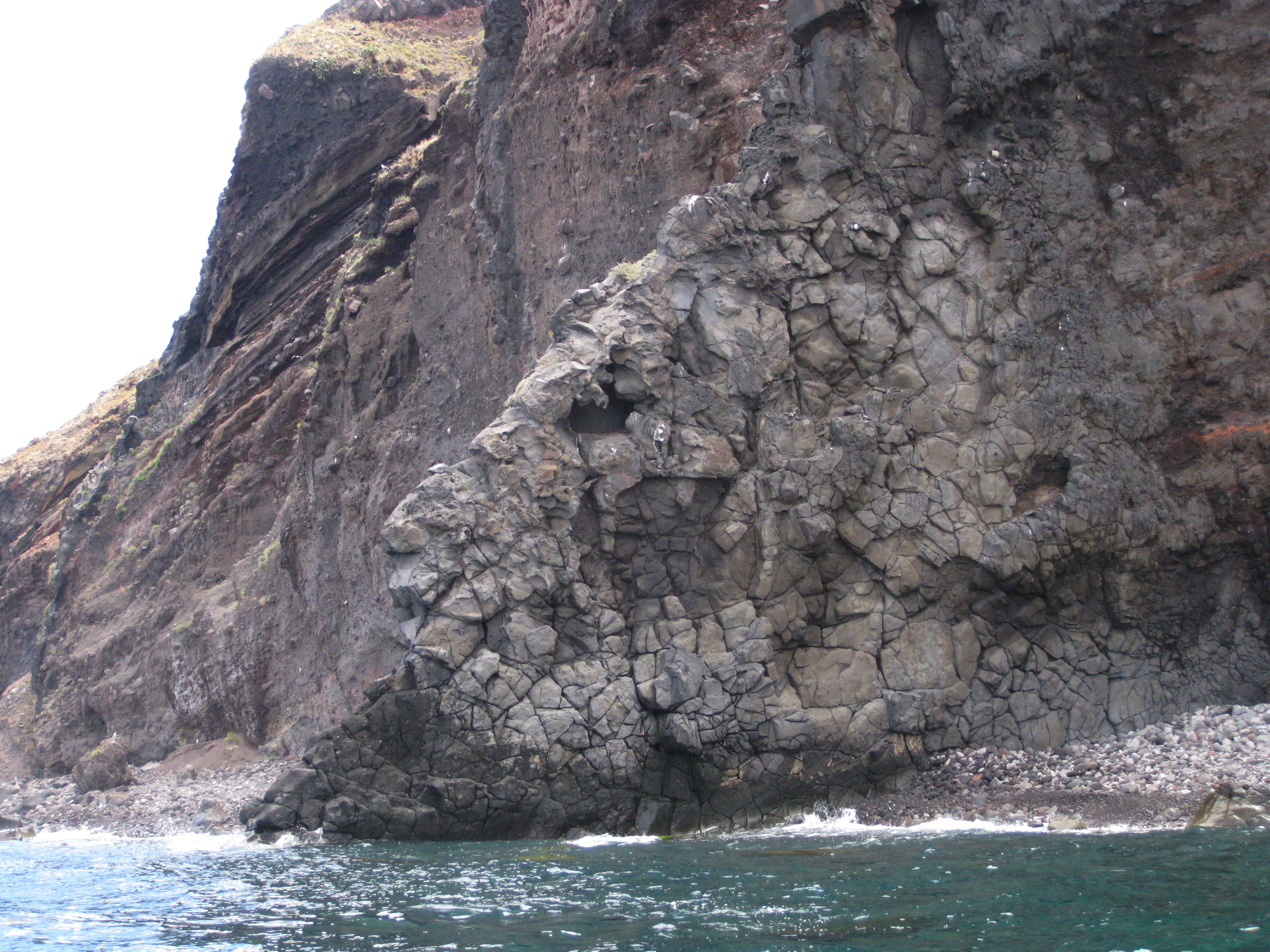
Scoglio Galera

Alicudi è un'isola dell'Italia appartenente all'arcipelago delle isole Eolie, in Sicilia. Amministrativamente appartiene a Lipari, comune italiano della città metropolitana di Messina. Gli abitanti dell'isola sono chiamati in siciliano arcudari.
Anticamente era nota come Ericussa o Ericodes, dal greco antico Ἐρικοῦσσα («ricca di erica»).

## Geografia e storia
(Mariano Scasso, Storia generale di Sicilia, 1788)
L'isola di Alicudi è la più occidentale dell'arcipelago eoliano e si trova a circa 34 miglia marine (quasi 63 km) a ovest di Lipari. È dominata dal monte Filo dell'Arpa, il cui toponimo deriva dal termine dialettale arpa o arpazza col quale si indica la poiana.
La pianta dell'isola è quasi circolare, con superficie di circa 5 km², con coste ripide e aspre, e costituisce la parte emersa, dai 1 500 m di profondità del fondo del mare fino ai 675 m s.l.m. del punto culminante, di un vulcano spento, sorto attorno a 150 000 anni fa e rimodellato da successive eruzioni e fenomeni quaternari.
L'isola è abitata solo sul versante meridionale, digradante verso il mare in lenze (stretti appezzamenti), sostenute da muri a secco. Questo versante, significativamente antropizzato a scopi abitativi e colturali, risulta meno scosceso di quello opposto, battuto dai venti e continuamente soggetto a fenomeni erosivi e conseguenti frane, dette sciare (sciari, al plurale, in lingua siciliana).
Alicudi fu abitata dal Neolitico, come attestato da tracce rinvenute presso l'attuale porto e sulla sommità dell'isola. Al IV secolo a.C. sono datate alcune sepolture a lastre di pietra lavica rinvenute in località Fucile nel 1924, con corredo funerario di lucerne e vasi fittili.
Frammenti di vasellame di età romana si rinvengono sulla costa orientale dell'isola.
Nel 1676 si combatté nei pressi dell'isola la battaglia di Alicudi, nell'ambito della guerra d'Olanda.
Nel dopoguerra l'isola era abitata da oltre 600 persone, in gran parte poi emigrate in Australia e altre zone del mondo. Nel 2001 la popolazione contava un centinaio di residenti, che diminuiscono ulteriormente nel periodo invernale.

## Ambiente
Le spiagge dell'isola sono a ciottoli e scogli e le mareggiate invernali le fanno arretrare o avanzare, lasciando a volte pochi lembi di rena scura.
Il giro dell'isola è possibile, ma presenta il rischio della caduta di pietre, smosse dal vento o dalle capre brade, e richiede l'aggiramento a nuoto di alcune formazioni rocciose. Risalendo invece le ripide mulattiere, attualmente ben mantenute in estate dai volontari di Legambiente, ci si immerge nella macchia mediterranea composta dall'erica, dal cappero, ginestra, ulivo, lentisco, carrubo, Artemisia arborescens, Cyclamen repandum, Narcissus tazetta, Orchis longicornu, Erysimum brulloi, Centaurea aeolica e Cytisus aeolicus, localmente detto sgùbbiu. Nella zona del vecchio cratere e sui fianchi sommitali l'ambiente, più fresco, presenta felci, distese di asfodelo (localmente cipuddazzu), pochi castagni residui, erica e altri arbusti.
La fauna è molto varia e ricca; in primavera e autunno compaiono uccelli migratori come il pellicano, l'airone rosso, l'airone cenerino, il fenicottero rosa. Tra le specie stanziali vi sono il corvo imperiale, il piccione selvatico, il germano reale, la berta maggiore e la berta minore, detta localmente araghiuni. Tra i rapaci il falco pellegrino, il lodolaio, il falco della regina e il falco cuculo. Tra i mammiferi, il coniglio selvatico e una grande quantità di capre selvatiche. Le capre, essendo diventate tante, stanno causando negli ultimi anni numerosi problemi all’ecosistema dell’isola, mangiando la vegetazione e distruggendo i sentieri e i terrazzamenti esistenti.
Lungo le pendici, a diversa altitudine, si trovano alcune aree semipianeggianti (Chianicieddu, Chianu ri Mandra, Dirittusu e Sciaratieddu).
Le case tradizionali hanno il tetto piano per la raccolta dell'acqua piovana, che viene convogliata in grandi cisterne poste a fianco e al disotto, e camere intercomunicanti affiancate, che si aprono su terrazzi con sedute in muratura (bissuoli) e tipiche colonne a tronco di cono (pulere), sulle quali si appoggiano le travi in legno dei pergolati, sostegno di viti ombreggianti.
In molte case sono ancora sfruttati, per conservare gli alimenti, i rifriggiraturi, piccoli vani con una porticina, posti allo sbocco di cunicoli di comunicazione ipogea, da cui fuoriescono soffi d'aria alla temperatura costante di una decina di gradi.
Accanto alle abitazioni si trovano ancora numerose mànnare, costruzioni di pietre naturali a secco, a pianta circolare, coperte con falsa cupola, a cui si accede da bassi ingressi privi di serramento, con pavimento in terra battuta, destinate un tempo a ricovero di ovini.
Sull'isola non esistono grotte in cui entri il mare; invece sul fianco ovest, a mezza altezza ma impossibile da raggiungere in sicurezza se non con tecniche alpinistiche, si trova una grotta popolata da chirotteri.
Altre conformazioni geologiche tipiche, oltre alle sciare, sono il Perciato, lo Scoglio della Palumba con la prospiciente Praia della Palumba e lo Scoglio Galera, alta quinta naturale che si inabissa e riemerge pericolosamente a pelo d'acqua sul lato occidentale. Rappresentano variegate opere d'arte naturali gli scogli e le bancate di rocce, dal colore grigio scuro al bruno-arancio che sconfina anche nel rosso vinaceo, granulose o lisce al tatto, trabecolate o semplicemente solcate da fessure.
L'isola è in parte protetta, essendo inserita in un Parco naturale con percorsi segnalati; ci si affida alla sensibilità dei visitatori per l'attenzione da prestare ai rischi di incendi estivi e alla salvaguardia di fiori, essenze, insetti e animali selvatici.

### Edifici religiosi
- Chiesa del Carmine
- Chiesa di San Bartolo
- Cappella San Giuseppe

### Le contrade
Le case sono distribuite in sei agglomerati principali, raggiungibili solamente percorrendo mulattiere, antiche o ricostruite, a gradoni di pietra:
- Alicudi porto, a livello del mare, posta tra il molo nuovo, attracco per aliscafi e traghetti, e il molo vecchio, da cui faceva la spola in precedenza il rollo (barca a remi) verso le navi al largo, e l'arco di roccia detto Perciato. Vi si trovano le due sole botteghe di generi alimentari dell'isola, un bar, una boutique, l'unico albergo, l'ufficio postale, la centrale elettrica. Più in alto si trova la Chiesa del Carmine, in posizione panoramica, con la torre campanaria separata dal corpo centrale dell'edificio. Ad Alicudi non esistono agenzie bancarie, Bancomat e farmacie.
- Fucile, 80 - 100 metri s.l.m., sopra Alicudi porto, sotto alla Chiesa della madonna del Carmine.
- Vallone, 120 - 180 metri s.l.m., poco più in alto della chiesa della Madonna Del Carmine, a est della chiesa.
- Lisca, 120 - 160 metri s.l.m., piccolo gruppo di case alla stessa altezza del Vallone, ma a ovest della chiesa.
- Serro Zagami, 180 metri s.l.m., sopra la Lisca.
- Tonna, 110 - 180 metri s.l.m., antico insediamento con suggestivi edifici in puro stile eoliano, è la frazione più a ovest dell'isola. Si usa distinguere tra Tonna alta e Tonna bassa. Si può raggiungere salendo dalla rampa che parte accanto all'arco naturale del Perciato.
- Serro Pagliaro, 350 metri s.l.m., sopra Tonna alta.
- San Bartolo, 350 - 380 metri s.l.m., circa mille gradini dal mare, in passato era il principale abitato dell'isola, permettendo ai contadini di raggiungere le campagne coltivate. Oggi è del tutto disabitato. Qui si trova la Chiesa di San Bartolo, risalente al 1821, edificata sui resti di una sacrestia seicentesca e considerata l'unico monumento storico dell'isola.
- Montagna, circa 500 metri s.l.m., gruppo di case in prossimità dell'altopiano un tempo intensamente coltivato.
- Pianicello, posta alla medesima altezza di San Bartolo ma più a ovest, è abitata da una popolazione di madrelingua tedesca. Non vi arrivano acqua corrente, né energia elettrica.
- Sgurbio, 250 - 280 metri s.l.m., sulle balze di un costone nel lato est dell'isola. Questa piccolissima frazione è composta da cinque case, a ognuna delle quali è stato dato il nome di uno dei sensi del corpo umano.
- Bazzina, ultimo gruppo orientale di case e unica località pianeggiante dell'isola in riva al mare. È raggiungibile solo in barca o, partendo dalla Chiesa del Carmine, attraverso un sentiero a strapiombo sul mare. Bazzina Alta è stato il primo borgo a essere stato abbandonato dagli isolani e sovrasta l'omonimo abitato costiero.

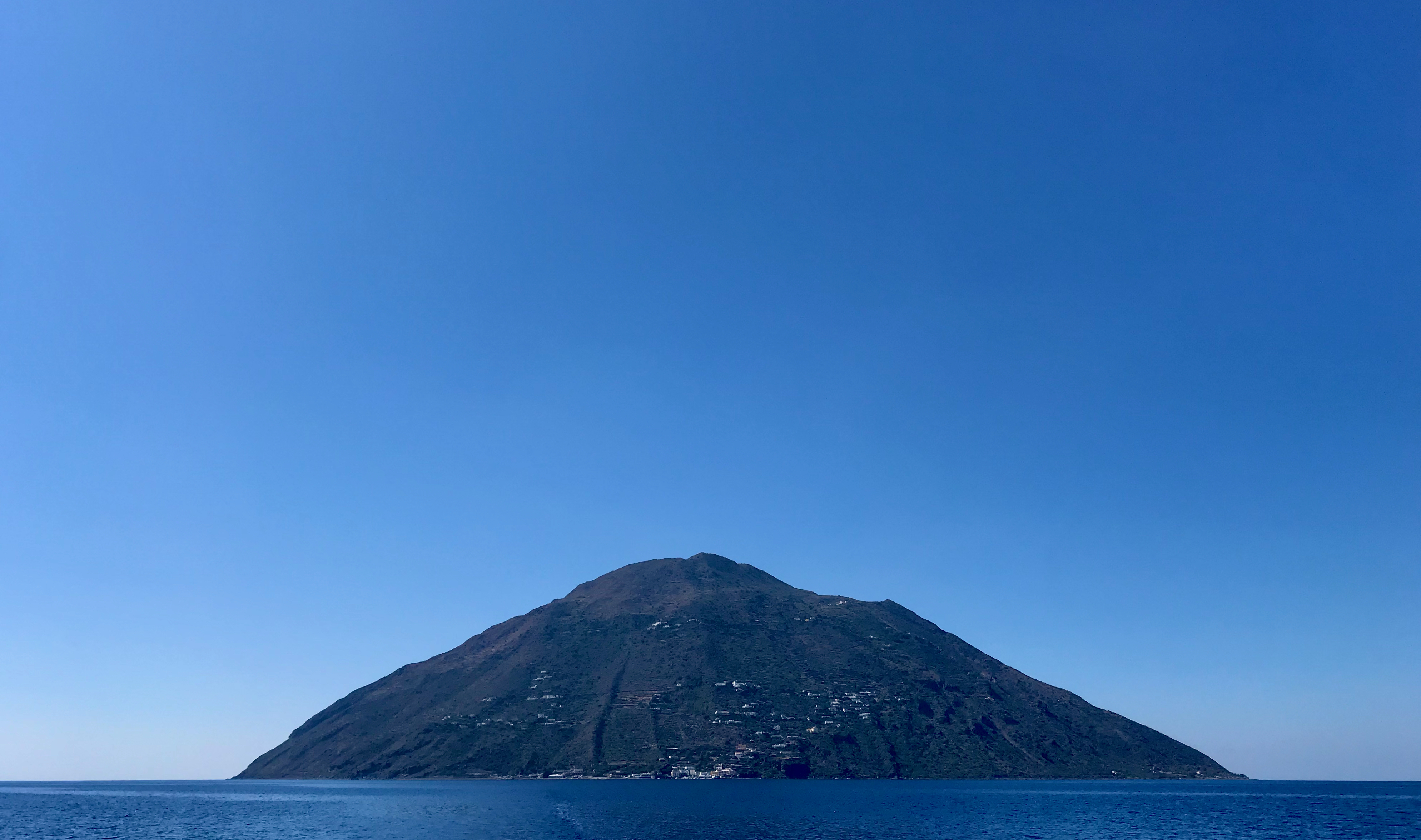
Isola di Alicudi vista dal mare

## Economia
In quest'isola di natura vulcanica la terra è particolarmente fertile. Non deve dunque stupire se ad Alicudi è possibile ancora ammirare i terrazzamenti, denominate lenze nel dialetto locale, che spezzano il versante del vulcano e hanno permesso per decenni agli abitanti di vivere dell'attività agricola.
È interessante ricordare che la pesca, nei secoli passati, non ebbe mai uno sviluppo significativo, a causa del pericolo dei predoni, che rendeva di fatto tale attività poco conveniente rispetto all'agricoltura.
I principali prodotti dell'isola sono l'ulivo, la vite, i capperi e la pesca. Il turismo rappresenta una voce importante dell'economia dell'isola, anche se in misura minore rispetto alle altre isole.
Gli abitanti sono molto versatili: così, molti di quelli che in estate pescano, d'inverno eseguono lavori di ristrutturazione edilizia; altri accompagnano i turisti in escursioni in barca, o affittano loro imbarcazioni, o cucinano in spiaggia il pesce.

## Trasporti
Gli unici mezzi di trasporto, utilizzati solo per i materiali, sono i muli, che hanno sostituito gli asinelli, meno robusti, e che da qualche tempo si vedono in carovane con un unico conducente. Non vi sono veicoli in circolazione, mancando le strade, con l'eccezione di una striscia di pietre e cemento, che si stende per alcune centinaia di metri e serve per collegare al molo la centrale elettrica e il piazzale dell'eliporto per le emergenze.
L'isoletta è collegata alle altre isole e alla Sicilia direttamente o indirettamente, tramite aliscafo o traghetto. Esistono anche collegamenti, con frequenze variabili nell'anno, con Napoli mediante traghetto e con Palermo mediante aliscafo.

## Manifestazioni
La festa principale di Alicudi è quella di San Bartolo, nella seconda metà di agosto. Nella ricorrenza la pesante statua di ulivo, conservata nella nuova chiesa, viene portata a spalla in un lungo giro sulle mulattiere. In questa occasione i fedeli recitano un rosario con intercalare di canti esclusivi dell'isola. Alla sera, un comitato spontaneo organizza spettacolari fuochi d'artificio sul mare e un ballo pubblico sul molo.
A Ferragosto, nel tardo pomeriggio, è ormai tradizionale il mercatino, nel quale ognuno può offrire merci, oggetti vari, vestiti, bevande. Sono presenti artisti e cartomanti, e vengono offerti pesce cucinato, cibi tradizionali e prodotti tipici, come capperi, nasse e cesti di ligustro.

## Tradizioni e folclore
Una vecchia tradizione racconta di pescatori in grado di ‘tagliare’ le trombe marine e le tempeste. Il "taglio" avverrebbe tramite un rituale che consentiva di salvarsi dalle insidie del mare. Tramite precisi movimenti delle mani riuscirebbero a far sì che la tempesta man mano che si avvicina alla barca si affievolisce fino a diventare un filo che si spezza in due parti lasciando incolume l’equipaggio.
La tradizione più nota è quella delle donne volanti o mahare arcudare, donne in grado di trasformarsi in corvi e gatti, di gettare il malocchio e di fare incantesimi, ma soprattutto avevano il potere di alzarsi in volo per raggiungere Palermo, dove si recavano di notte. In alcuni casi volavano sino alla Tunisia portando con sé degli oggetti mai visti sull’isola.